# Фик (район)
Фик (араб. منطقة فيق‎) — район (минтака) в составе мухафазы Эль-Кунейтра на юге Сирии. Административным центром де-юре является город Фик. 

## География
На севере граничит с районом Эль-Кунейтра, на северо-востоке с мухафазой Даръа, на востоке и юго-востоке с Иорданией, на западе с Израилем.

## Административное деление
Район разделён на две нахии.

| Нахия    | Административный центр | Население (2004 г.), чел. | Карта          |
| -------- | ---------------------- | ------------------------- | -------------- |
| Фик      | Фик                    | 1947                      | Нахия Фик      |
| Эльмахер | Эльмахер               | 0                         | Нахия Эльмахер |